# Municipio de Minnesota (Dakota del Sur)
El municipio de Minnesota (en inglés: Minnesota Township) es un municipio ubicado en el condado de Roberts en el estado estadounidense de Dakota del Sur. En el año 2010 tenía una población de 120 habitantes y una densidad poblacional de 0,96 personas por km².

## Geografía
El municipio de Minnesota se encuentra ubicado en las coordenadas 45°52′14″N 97°1′54″O / 45.87056, -97.03167. Según la Oficina del Censo de los Estados Unidos, el municipio tiene una superficie total de 124.85 km², de la cual 121,46 km² corresponden a tierra firme y (2,71 %) 3,39 km² es agua.

## Demografía
Según el censo de 2010, había 120 personas residiendo en el municipio de Minnesota. La densidad de población era de 0,96 hab./km². De los 120 habitantes, el municipio de Minnesota estaba compuesto por el 85,83 % blancos, el 14,17 % eran amerindios. Del total de la población el 1,67 % eran hispanos o latinos de cualquier raza.